# ویدنو
ویدنو (به بلغاری: Vidno) روستایی در بلغارستان است که در شهرستان کاوارنا واقع شده‌است.